# ヴォルク・アターエフ
ヴォルク・アターエフ（Volk Atajev、ロシア語: Бозиги́т Ата́вович Ата́ев、クムク語: Атайланы Бозигит Атайны уланы、1979年12月3日 - ）は、ロシアの男性総合格闘家。ダゲスタン共和国出身。ロシアン・トップチーム所属。
ヴォルク・ハンの弟子であり、ヴォルク（狼の意）の異名を受け継いだ。
リングの上での恐ろしさとは裏腹に、普段は物静かでおとなしい。その性格故か、または強すぎる故か、一般的なパウンドありの総合格闘技ルールには否定的である。

## 来歴
幼少の頃から全寮制の国立格闘技学校で散打を学んだ格闘エリート。
リングス・ロシアに所属し、リングスで活躍。強力な打撃は「相手の頭蓋骨を砕いた」「足を骨折させた」等の逸話を残すほどであり、「破壊神」との異名を持つ。2001年には散打世界選手権を全試合KOで優勝。
2001年6月15日、リングスで初来日。メイナード・マルコムと対戦し、左フックで失神KO勝ち。
2001年12月21日、リングスで高阪剛と対戦し、判定勝ち。
2002年7月7日、シュートボクシング「S-cup 2002」において、リングスKOKルールでクリス・ブランコと対戦。ネックロックで一本勝ち。
2002年12月23日、PRIDE初参戦となったPRIDE.24でアリスター・オーフレイムと対戦し、左膝蹴りでKO負け。
2003年11月14日、リトアニア・ブシドーにて、ミンダウガス・クリカウスカスと対戦し、腕ひしぎ十字固めで一本勝ち。
2005年8月20日に、ニコライ・ズーエフ主催のリングス・エカテリンブルク興行において、ジェファーソン・"タンク"・シウバと対戦し、パウンドによりKO勝利。
2007年4月8日のPRIDE.34にてギルバート・アイブルと対戦予定であったが、内臓疾患により欠場した。
2008年7月13日、K-1 WORLD GP 2008 IN TAIPEIでK-1デビュー。スーパーファイトでレミー・ボンヤスキーと対戦するも、3RKO負け。

## 戦績

### 総合格闘技
| 総合格闘技 戦績 | 総合格闘技 戦績 | 総合格闘技 戦績 | 総合格闘技 戦績 | 総合格闘技 戦績 | 総合格闘技 戦績 | 総合格闘技 戦績 |
| --------------- | --------------- | --------------- | --------------- | --------------- | --------------- | --------------- |
| 17 試合         | (T)KO           | 一本            | 判定            | その他          | 引き分け        | 無効試合        |
| 16 勝           | 9               | 6               | 1               | 0               | 0               | 0               |
| 1 敗            | 1               | 0               | 0               | 0               | 0               | 0               |

| 勝敗 | 対戦相手                         | 試合結果                         | 大会名                                                   | 開催年月日     |
| ○    | ヴァルダス・ポセビュチス         | 1R 2:02 KO（パンチ連打）         | HERO'S Lithuania                                         | 2006年11月11日 |
| ○    | ジェファーソン・"タンク"・シウバ | 1R TKO（パウンド）               | Rings Russia: CIS vs. The World                          | 2005年8月20日  |
| ○    | ミンダウガス・クリカウスカス     | 1R 腕ひしぎ十字固め              | Shooto Lithuania: King of Bushido Stage 1                | 2003年11月14日 |
| ×    | アリスター・オーフレイム         | 2R 4:59 KO（ボディへの膝蹴り）   | PRIDE.24                                                 | 2002年12月23日 |
| ○    | アルボーシャス・タイガー         | 2R 2:58 フロントチョーク         | Bushido Rings 5: Shock                                   | 2002年11月9日  |
| ○    | クリス・ブランコ                 | 1R 2:31 ネックロック             | SHOOT BOXING WORLD TOURNAMENT S-cup 2002                 | 2002年7月7日   |
| ○    | 高阪剛                           | 5分3R終了 判定2-0                | リングス WORLD TITLE SERIES                              | 2001年12月21日 |
| ○    | アーロン・ブリンク               | 1R 1:09 KO（後ろ回し蹴り）       | リングス WORLD TITLE SERIES 〜旗揚げ10周年記念特別興行〜 | 2001年8月11日  |
| ○    | メイナード・マルコム             | 1R 1:08 KO（左フック）           | リングス WORLD TITLE SERIES                              | 2001年6月15日  |
| ○    | ローマン・ゼンツォフ             | 1R 0:10 KO（ハイキック）         | BARS: Moscow vs. St. Petersburg                          | 2001年5月30日  |
| ○    | Rolandas Digrys                  | 1R 腕ひしぎ十字固め              | Rings Lithuania: Bushido Rings 2                         | 2001年5月8日   |
| ○    | ディミタール・ドイチノフ         | 1R 4:12 TKO                      | Rings Russia: Russia vs. Bulgaria                        | 2001年4月6日   |
| ○    | イスラム・ダダロフ               | 1R 0:48 ギブアップ（パンチ連打） | IAFC: Pankration Russian Championship 2001               | 2001年2月8日   |
| ○    | Vitali Shkraba                   | 1R 2:45 TKO（タオル投入）        | IAFC: Pankration Russian Championship 2001               | 2001年2月8日   |
| ○    | Yuri Zhernikov                   | 1R 2:26 ギブアップ（パンチ連打） | IAFC: Pankration Russian Championship 2001               | 2001年2月8日   |
| ○    | チーホン・グラードコフ           | 1R 1:40 TKO（パンチ連打）        | IAFC: Pankration Russian Championship 2001               | 2001年2月8日   |
| ○    | アルナス・ジュスカヴィチュス     | 1R KO（パンチ連打）              | Rings Lithuania: Bushido Rings 1                         | 2000年10月24日 |

### キックボクシング
| キックボクシング 戦績 | キックボクシング 戦績 | キックボクシング 戦績 | キックボクシング 戦績 | キックボクシング 戦績 | キックボクシング 戦績 | キックボクシング 戦績 |
| --------------------- | --------------------- | --------------------- | --------------------- | --------------------- | --------------------- | --------------------- |
| 1 試合                | (T)KO                 | 判定                  | その他                | 引き分け              | 無効試合              |                       |
| 0 勝                  | 0                     | 0                     | 0                     | 0                     | 0                     |                       |
| 1 敗                  | 1                     | 0                     | 0                     | 0                     | 0                     |                       |

| 勝敗 | 対戦相手             | 試合結果                   | 大会名                                           | 開催年月日    |
| ×    | レミー・ボンヤスキー | 3R 0:33 KO（右跳び膝蹴り） | K-1 WORLD GP 2008 IN TAIPEI 【スーパーファイト】 | 2008年7月13日 |